# Via Raetia

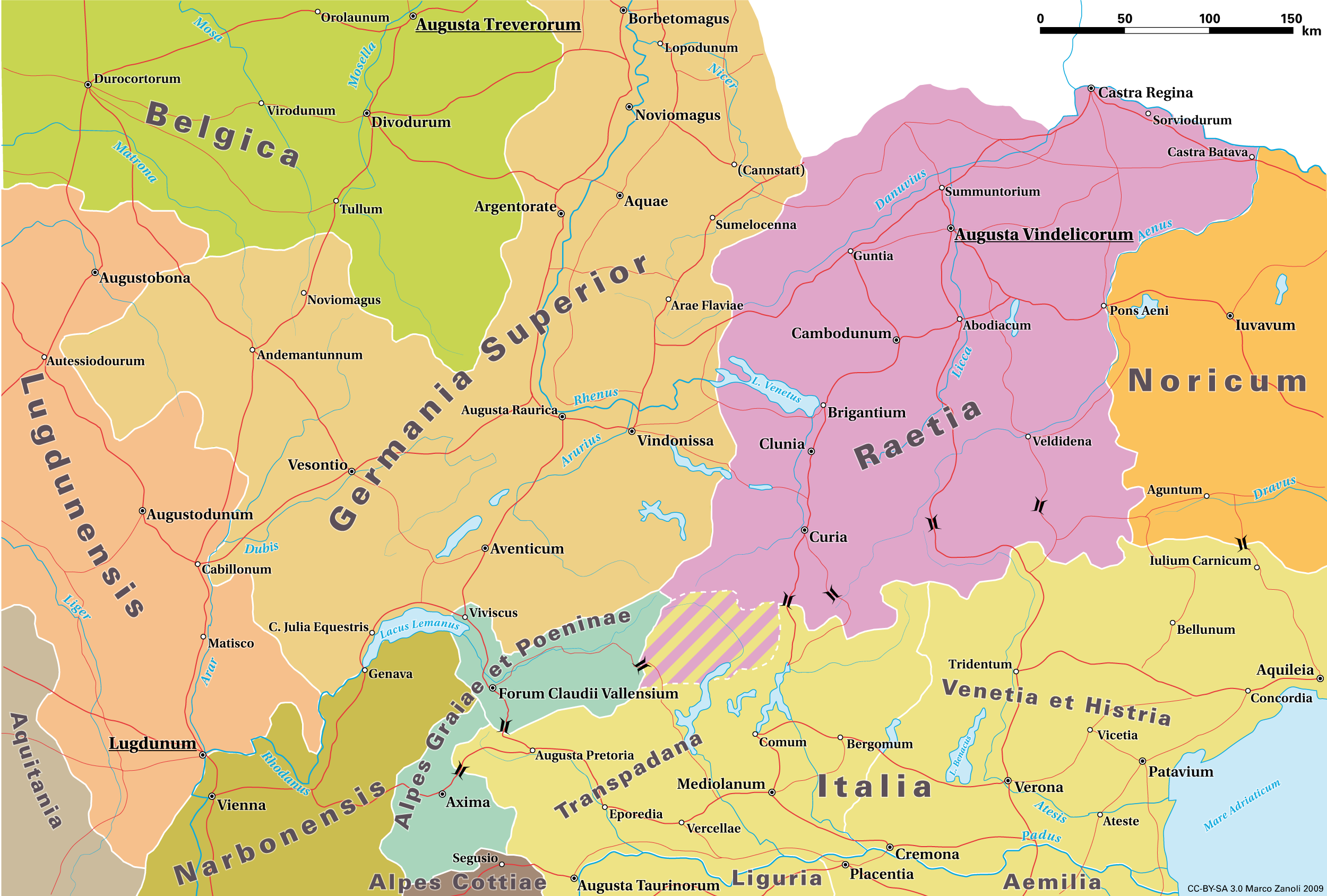
Die römischen Provinzen und das Straßennetz ca. 150 n. Chr.

Provinz Raetia mit Via Raetia in Droysens Handatlas

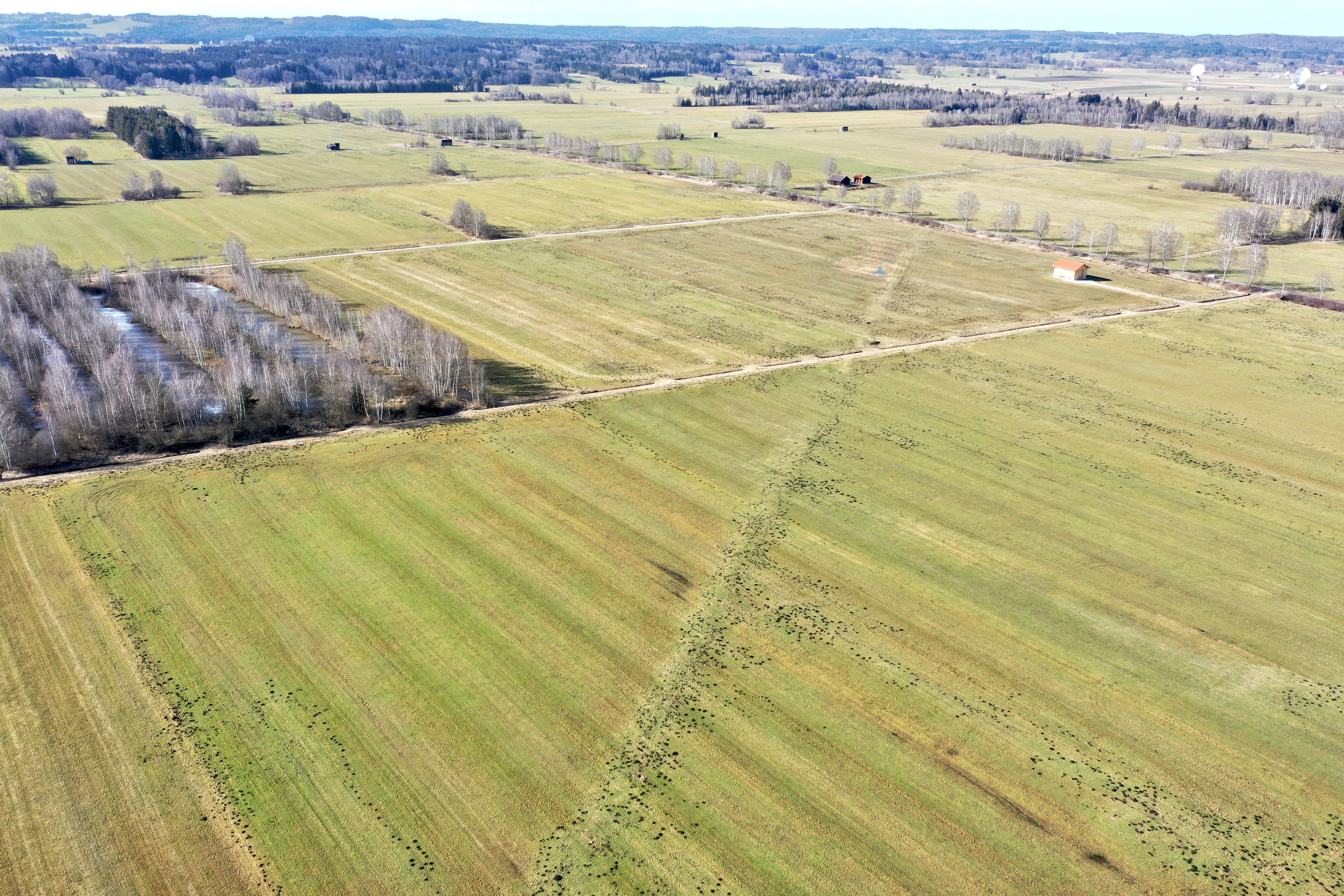
Die Trasse bei Wielenbach im Landkreis Weilheim-Schongau

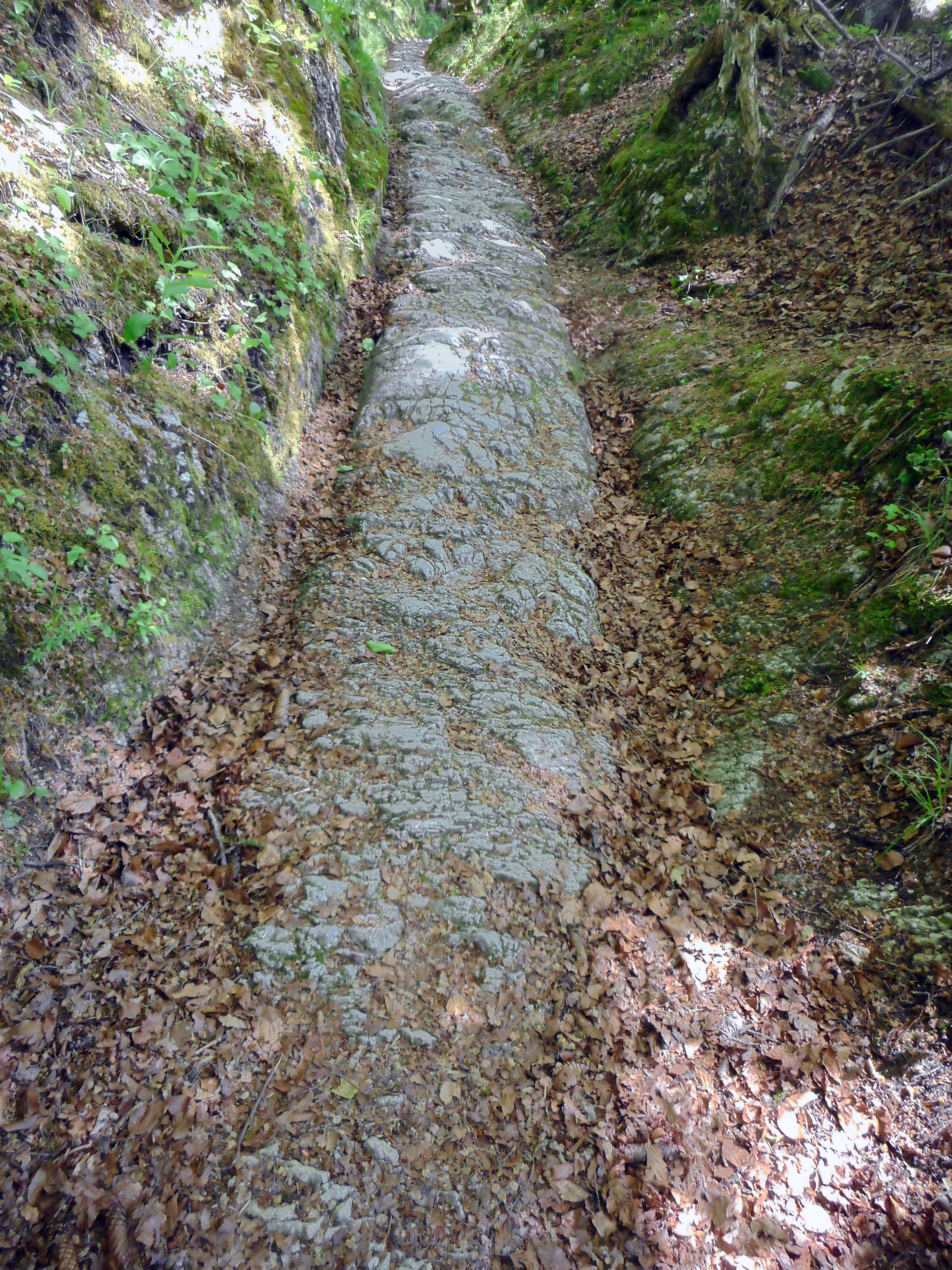
Bei Klais im Landkreis Garmisch-Partenkirchen blieb ein Straßenstück als Hohlweg erhalten (Spurweite 107 cm)

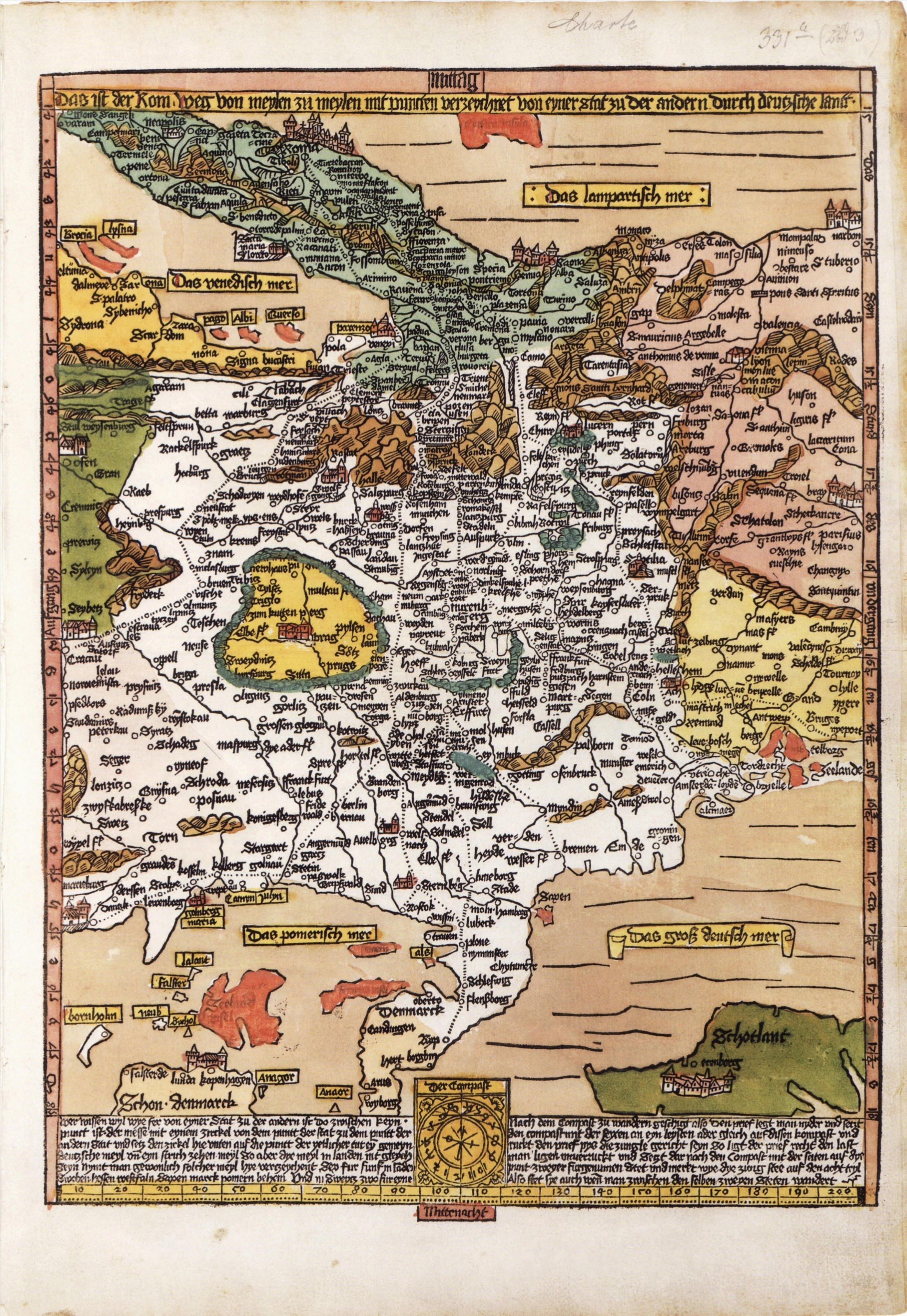
Via Raetia auf der Romweg-Karte des Erhard Etzlaub aus dem Jahr 1500

Via Raetia (auch Via Raetica und via retica) ist die neuzeitliche Bezeichnung für einen der wenigen Römerstraßenzüge, die den süddeutschen Raum, damals die Provinz Raetia, mit Norditalien verbanden. Die Benennung folgt einer spätantiken Erwähnung in einem Werk des griechischen Geschichtsschreibers Zosimos um etwa 500 n. Chr. unter diesem Namen. Sie führte durch das Etschtal bis Bozen, von dort zum Brennerpass und weiter über das heutige Innsbruck, den Seefelder Sattel und Partenkirchen nach Augsburg und löste ab 200 n. Chr. die Via Claudia Augusta als wichtigste Straßenverbindung über die Ostalpen ab.	
Ihr Ausbau begründete den Aufstieg des Brenners zum bis heute meistgenutzten Übergang der Ostalpen. Eine der wenigen Pilgerrouten über die Alpen auf der Romweg-Karte des Erhard Etzlaub aus dem Jahr 1500 folgt ihrem Streckenverlauf.

## Geschichte
Die Route über den Seefelder Sattel und den Brenner war schon in vorrömischer Zeit als Handelsweg von Bedeutung. Nach der Eroberung des Alpenvorlandes durch Drusus und Tiberius im Jahr 15 v. Chr. wurde über den Brenner (per Alpes Norias) ein Karrenweg angelegt bzw. weiterbenutzt. Im Jahr 43 n. Chr. wurde ein aufwendiger, viereinhalb Meter breiter und 6 km langer Prügelweg mit Kiesauflage im südlichen Teil des Murnauer Mooses gebaut, für den 66.000 Knüppel, 3000 Tonnen Ton und Lehm sowie 5000 Tonnen Kies beschafft werden mussten. Dieser wurde dem Archäologen Werner Zanier zufolge mutmaßlich für den von der Eroberung Britanniens über Mainz (Mogontiacum  mit dem Drususstein seines Vaters) nach Rom zurückkehrenden römischen Kaiser Claudius angelegt.
Kaiser Septimius Severus ließ  um 200 n. Chr. die bestehenden Wege durch Brückenbauten und Wasserregulierungen zur befestigten Straße ausbauen und verkürzte so die Verbindung von Verona nach Augsburg von über 500 auf ca. 430 km, was zwei bis drei Tagesreisen weniger entsprach. Die Straße machte den Brenner zu einem wichtigen Alpenübergang und bildete die Grundlage für die mittelalterliche, nach Norden verlängerte Reichsstraße Via Imperii.
Die Strecke ist im um 300 unter Diokletian abgeschlossenen Itinerarium Antonini als Route 275 verzeichnet. Eine Namensnennung Via Raetia ist jedoch aus dieser Zeit nicht bekannt. Erst um 500 n. Chr. wurde sie vom griechischen Geschichtsschreiber Zosimos unter dieser Bezeichnung erwähnt. Der Straßenzug ist auch in den im 12. Jahrhundert (vermutlich als Abschrift eines Originals aus dem 8. Jahrhundert) erschienenen Tabula Peutingeriana erkennbar, aber auch hier nicht benannt.

## Städte und Orte entlang der Strecke
- Verona
- Ala (Ad Palatium)
- Trient (Tridentum/Tridento)
- Neumarkt (Endidae)
- Bozen (Pons Drusi)
- Waidbruck/Kollmann (Sublavio)
- Brixen
- Sterzing (Vipitenum)
- Brenner
- Matrei (Matreium)
- Schönberg im Stubaital
- Innsbruck/Wilten (Veldidena)
- Zirl (Teriolae)
- Seefelder Sattel
- Seefeld in Tirol
- Scharnitz[Anm 1]
- Mittenwald[Anm 1]
- Klais[Anm 1]
- Partenkirchen (Partanum/Parthano)
- Coveliacae[7][8][9]
- Saulgrub
- Ammerübergang südlich der Echelsbacher Brücke[8][9]
- Epfach (Abodiaco/Abozaco)[8][9]
- Augsburg (Augusta Vindelicum)

Die ältere Forschung ging noch von einer Streckenführung über Weilheim, Raisting (Urusa?) vorbei am Ammersee und über Schöngeising aus.
Der touristische Radweg Via Raetica hat nichts mit dem Verlauf der historischen Brennerstraße zu tun.